# Kartensammlung
Eine Kartensammlung ist die Aufbewahrungsstätte von Karten, meist in einer Bibliothek, einem Archiv, einem Museum, bei Kartenverlagen oder Behörden. Teilweise sind Kartensammlungen jedoch zusammen mit grafischen Blättern, Handschriften und seltenen Drucken in einer gemeinsamen Abteilung vereinigt; in diesem Fall ist „Kartensammlung“ als die Gesamtheit des kartografischen Sammlungsbestandes zu verstehen.

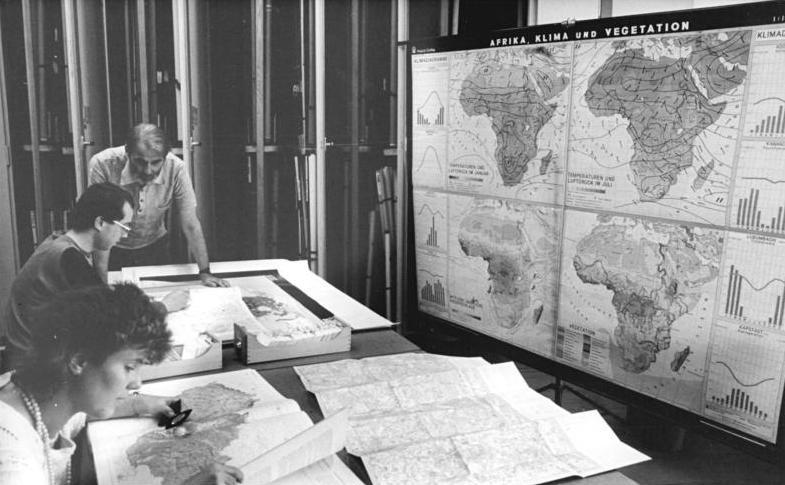
Kartensammlung, Deutsche Bücherei in Leipzig, 1987

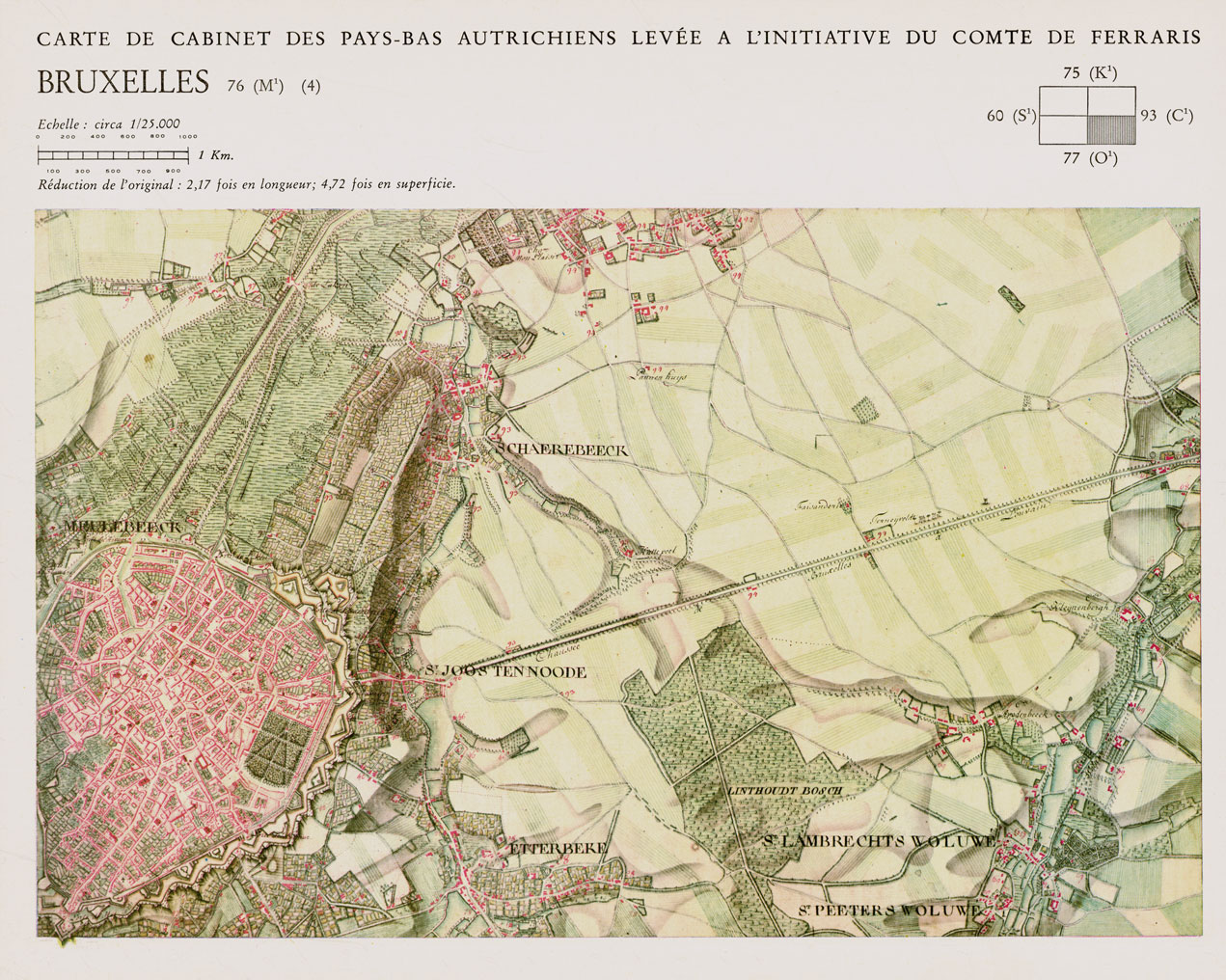
Ferraris-Karte von Brüssel zwischen 1771 und 1778, aus der Kartensammlung der Königlichen Bibliothek Belgiens

## Geschichte
Karten werden bereits in mittelalterlichen Bibliotheksinventaren genannt. Seit dem 15. Jahrhundert wurden Karten gesammelt, sei es an Fürstenhöfen oder Marineakademien zur Vorbereitung von Entdeckungsreisen, sei es bei Gelehrten der Renaissance. Neue Techniken wie der Kupferstich verminderten die Herstellungskosten und verhalfen den Karten zu weiterer Verbreitung. Private Kartensammlungen bildeten seit dem 17. Jahrhundert oft den Grundstock für öffentliche Kartensammlungen. Zum Beispiel erhielt die Hofbibliothek in München die Sammlung der Fugger und das British Museum diejenige von König Georg II.
In diesem Zusammenhang sind auch die geographischen Gesellschaften wichtig, die großen Einfluss auf die Einrichtung und die Sammelpolitik von öffentlichen Kartensammlungen erhielten oder auch selbst Sammlungen anlegten. So gründete Vincenzo Coronelli 1680 die „Accademia Cosmographica degli Argonauti“, die bis 1718 bestand. In Nürnberg wurde 1740 die „Kosmographische Gesellschaft“ gegründet, während eine namensgleiche Vereinigung 1790 in Wien ins Leben gerufen wurde. Die 1821 gegründete Société de Géographie de Paris war die erste moderne geographische Gesellschaft. Besonders im 19. Jahrhundert wurden viele Kartensammlungen neu begründet oder bereits in Bibliotheken bestehende kartografische Materialien unter der Verantwortung sich spezialisierender Bibliothekare zusammengeführt.

## Sammlungsaufbau, Sammlungstypen
- In wissenschaftlichen Bibliotheken verfügen Kartensammlungen meist über einen Altbestand an Karten und Atlanten. Neu erworben werden vielfach die amtlichen topografischen Kartenwerke, thematische Einzelkarten, Nationalatlanten und thematische Regionalatlanten. Dazu kommt in der Regel die kartografische Literatur.
- Nationalbibliotheken sammeln alle Karten, die ihr Territorium betreffen und als Pflichtexemplar von den Verlagen überlassen werden (Beispiel Helvetica).
- Allgemeine und regionale Bibliotheken sammeln je nach Ausrichtung touristische Karten und Stadtpläne, eventuell verbunden mit Reiseführern.
- Kartenverlage und kartenproduzierende Behörden (zum Beispiel Vermessungsämter) archivieren ihre eigene Kartenproduktion. Diese Sammlungen sind jedoch teilweise nicht öffentlich zugänglich.
- Private Sammlungen werden oft thematisch oder regional aufgebaut, so dass sich die Sammler in ihrem spezifischen Sammelgebiet nicht selten zu ausgewiesenen Kennern und Autoren von Kartenbibliografien entwickeln.

Als Spezialfall einer Kartensammlung kann eine Sammlung von Globen angesehen werden.

## Dokumentation
Neu erscheinende Karten werden wie Bücher in Nationalbibliografien verzeichnet. Es werden also Titel, Autor(en), Impressum und ISBN genannt. Dazu kommen die kartenspezifischen Daten wie Maßstab, Kartenprojektion, geographische Koordinaten und Kartenformat. Die meisten wissenschaftlichen Kartensammlungen sind heutzutage zumindest mit den wichtigsten Sammlungsteilen in elektronischen Katalogen nachgewiesen und können online konsultiert werden.
Ältere Sammlungsbestände oder auch Privatsammlungen werden oft in bibliophilen Katalogen beschrieben. Darin werden alle oder zumindest repräsentative Stücke abgebildet. Dies dient einerseits dem Nachweis des Bestandes im Falle von Diebstahl, andererseits kann so die Benutzung von Rara deutlich eingeschränkt werden, da für viele Fälle die Abbildung und wissenschaftliche Beschreibung der Karten bereits genügt und damit die Originalkarte geschont wird.
Bestände in Archiven sind oft nicht einzelblattweise erschlossen, sondern nur über die Findmittel im Zusammenhang mit den Akten nachgewiesen. Das meist nicht in kartografischen Belangen ausgebildete Archivpersonal ist zurückhaltend bei der Beschreibung der als unhandlich und in gewisser Weise als „fremd“ angesehenen Dokumentenart, so dass zum Beispiel die Berechnung und Verzeichnung des Kartenmaßstabes meist unterlassen wird. Diese Umstände erschweren die gezielte Recherche nach Karten in Archiven, erlauben hartnäckigen Forschern aber noch manche „Entdeckung“.

## Herausforderungen für die Zukunft
Wie bei Büchern in Bibliotheken legen auch Kartensammlungen vermehrt Gewicht auf den Nachweis digitaler Dokumente. Diese umfassen Karten und Atlanten auf CD-ROM und DVD und teilweise die Bereitstellung von Geodaten. Solche neuen Publikationsformen stellen Kartensammlungen vor große Probleme, da nicht „nur“ Texte und einige eingebundene Bilder aufbewahrt werden sollen, sondern sehr umfangreiche Datenmengen bis zu mehreren Gigabyte, die eventuell sogar Expertenwissen zur Bedienung der Geoinformationssysteme benötigen würden. Auch die langfristige Aufbewahrung von kartografischen Daten ist ungelöst, was gerade für Archive bedeutsam ist.
Die Digitalisierung von analogen Kartenbeständen bietet aber auch die Chance, die Bibliothekskataloge direkt mit den Bildern (oder zumindest den so genannten Thumbnails) zu verknüpfen. Auch digital aufbereitete Blattübersichten zum Nachweis der Blattschnitte von Kartenwerken ermöglichen eine gezieltere Recherche bereits vom eigenen Arbeitsplatz aus.

## Bedeutende Kartensammlungen

### Deutschland
Zu den größten Kartensammlungen in Deutschland gehören diejenigen der Staatsbibliothek zu Berlin, der Bayerischen Staatsbibliothek in München und der Niedersächsischen Staats- und Universitätsbibliothek Göttingen sowie die Kartensammlung der SLUB Dresden. Gegenwärtig nicht öffentlich zugänglich ist die Sammlung des Verlages Justus Perthes in Gotha, die sich im Besitz des Freistaates Thüringen befindet.

### Österreich
Unangefochten größte Kartensammlung des Landes ist diejenige in der Österreichischen Nationalbibliothek in Wien, der das weltweit einzige öffentliche Globenmuseum angeschlossen ist.

### Schweiz
In der Schweiz sind die Bestände auf mehrere Bibliotheken verteilt. Die Kartensammlung der ETH-Bibliothek Zürich ist die größte und auf thematische Karten spezialisiert. Die Kartensammlung der Zentralbibliothek Zürich deckt weitgehend die amtlichen topografischen Kartenwerke und die Nationalatlanten ab. In Bern besteht die Sammlung Ryhiner, eine ehemalige Privatsammlung von Johann Friedrich von Ryhiner mit Schwerpunkt 17. und 18. Jahrhundert. Darüber hinaus übt Swisstopo als nationales Kompetenzzentrum für räumliche Referenzdaten die Oberaufsicht aus. Seit 2021 werden alle digitalen Standardprodukte von Swisstopo kostenlos als Opern Government Data zur Verfügung gestellt. Seit 2024 gibt ein Handbuch der kartografischen Sammlungen der Schweiz einen Überblick über die Bestände und Angebote der Kartensammlungen in Schweizer Institutionen.

### Weltweit
Die weltweit größte Kartensammlung besteht in der Library of Congress in Washington, D.C. mit rund 4,8 Millionen Karten. Weitere sehr häufig benutzte und zitierte Sammlungen sind in der British Library in London und der Bibliothèque nationale de France in Paris. Das maßgebende Verzeichnis World directory of map collections (2000) nennt 714 Kartensammlungen in 121 Ländern, wobei Kartensammlungen in Südamerika, Afrika und Südasien im Vergleich zu Europa und Nordamerika dünn gesät und wenig dotiert sind.